# Miyuki Nakajima
Miyuki Nakajima (中島 みゆき Nakajima Miyuki?,  Sapporo, Hokkaidō, 23 de febrero de 1952) es una cantante y compositora japonesa de rock, pop y música enka. Ha publicado 37 álbumes de estudio, 40 sencillos, 2 álbumes en vivo y múltiples álbumes recopilatorios. Se estima que ha vendido cerca de 21 millones de copias de sus discos.

## Biografía

### Primeros años
Nakajima nació el 23 de febrero de 1952 en Sapporo, capital de Hokkaidō. Su abuelo Buichi fue un político y su padre Shinichi administraba una clínica ginecológica. Su familia se trasladó a Iwanai cuando Miyuki tenía cinco años y vivió en esa ciudad por cinco años. Pasó la mayoría de sus años juveniles en la ciudad de Obihiro, se graduó en la secundaria Obihiro Hakuyou junto a la cantante y compositora Miwa Yoshida y el presentador de televisión Shinichiro Azumi.
Nakajima realizó su primera presentación en vivo durante su tercer año de secundaria, donde interpretó una canción titulada «Tsugumi no Uta» en el escenario de un festival cultural. En 1972 participó en un evento musical en Tokio y ganó el concurso de composición por su canción «Atashi Tokidoki Omouno». La canción, incluida en el álbum del concurso, se convirtió en su primera grabación profesional. Después de graduarse en la universidad, Nakajima continuó su carrera como música profesional.

### Carrera musical
A mediados de la década de 1970 Nakajima firmó un contrato discográfico con Canyon Records y lanzó su carrera musical con su sencillo debut, «Azami Jō no Lullaby» (アザミ嬢のララバイ). Logró el reconocimiento nacional con la canción «The Parting Song (Wakareuta)», publicada en 1977, desde entonces ha llevado una exitosa carrera como cantante y compositora, desde principios de la década de 1980. Cuatro de sus sencillos han vendido más de un millón de copias en las últimas dos décadas, incluyendo «Earthly Stars (Unsung Heroes)», canción utilizada en el programa de televisión japonés Project X.
Adicionalmente a su trabajo como solista, Nakajima ha escrito cerca de 90 composiciones para otros artistas y bandas y ha producido canciones que se han convertido en éxitos en las listas, además de actuar en algunas películas. Muchas de sus canciones han sido interpretadas por cantantes asiáticos, particularmente de Taiwán y de Hong Kong. Es la única mujer música que ha participado en el Consejo Nacional de Idiomas de Japón.
En noviembre de 2009, el Gobierno de Japón le otorgó la medalla de honor por su significativo aporte a las artes japonesas.

## Discografía

### Álbumes de estudio
| - Watashi no Koe ga Kikoemasuka (1976) - Minna Itte Shimatta (1976) - A Ri Ga To U (1977) - Aishiteiru to Ittekure (1978) - Shin-ai Naru Mono e (1979) - Okaerinasai (1979) - Ikiteitemo Iidesuka (1980) - Month of Parturition (1981) - Kansuigyo (1982) - Hunch (1983) - How Do You Do (1984) - Change (1985) - miss M. (1985) - 36.5 °C (1986) - Miyuki Nakajima (1988) - Goodbye Girl (1988) - Kaikinetsu (1989) - Yoru wo Yuke (1990) - Utadeshika Ienai (1991) - East Asia (1992) - Jidai (1993) | - Love or Nothing (1994) - 10 Wings (1995) - Paradise Cafe (1996) - Be Like My Child (1998) - Sun: Wings (1999) - Moon: Wings (1999) - Short Stories (2000) - Lullaby for the Soul (2001) - Otogibanashi: Fairy Ring (2002) - Love Letter (2003) - Ima no Kimochi (2004) - Ten-Sei (2005) - Lullaby Singer (2006) - I Love You, Do You Hear Me? (2007) - Drama! (2009) - Midnight Zoo (2010) - From the Icy Reaches (2011) - Night-Light (2012) - Hard Problems (2014) - Musical Suite (2015) - Soumon (2017) |

## Filmografía
| Año  | Título                              | Papel            |
| ---- | ----------------------------------- | ---------------- |
| 1985 | Yousei Florence                     | Fairy Musica     |
| 1997 | Tokyo Biyori                        | Chica en el bar  |
| 2005 | Sayonara Color                      | Doctora Iwaodake |
| 2005 | Glass no Tsukai (Dreaming of Light) | Itoko            |
| 2006 | The Mamiya Brothers                 | Junko Mamiya     |